# Mesita (proyecto musical)
Mesita es un proyecto musical de James Cooley, un músico de Littleton, Colorado.

## Historia
Cooley escribe, ejecuta, y produce toda su música bajo el apodo de Mesita. El proyecto empezó en 2008 con su álbum debut titulado «Cherry Blossoms». Lanzó el álbum «Here's To Nowhere» en 2011 y «The Coyote» el año siguiente. En 2013 lanzó el cuarto LP de Mesita «Future Proof».
Mesita aparece en episodios de las series de televisión estadounidenses Skins y Mistresses. La pista «Somewhere Else» se ofrece en la primera compilación del canal de música de YouTube Majestic informal.

## Discografía

### Álbumes
- Cherry Blossoms (17 de junio de 2008), auto-lanzamiento
- Here's To Nowhere (25 de maro de 2011), auto-lanzamiento
- The Coyote (3 de abril de 2012), auto-lanzamiento
- Future Proof (8 de octubre de 2013), auto-lanzamiento
- The Phoenix (30 de diciembre de 2014), auto-lanzamiento

### EP
- No Worries EP (37 de julio de 2009), auto-lanzamiento
- Living/Breathing EP (30 de noviembre de 2010), auto-lanzamiento